# North Barnard Islands
Die North Barnard Islands sind eine unbewohnte Inselgruppe im Nordosten des australischen Bundesstaats Queensland. Die aus fünf Inseln bestehende Gruppe liegt nahe der Küste, etwa sechs Kilometer nordöstlich des Küstenorts Cowley Beach.

## Inseln
| Inselname         | Aliasname | Koordinaten           | Fläche |
| ----------------- | --------- | --------------------- | ------ |
| Lindquist Island  |           | 17° 39′ S, 146° 10′ O | …      |
| Bresnahan Island  |           | 17° 40′ S, 146° 10′ O | …      |
| Jessie Island     |           | 17° 40′ S, 146° 10′ O | …      |
| Hutchinson Island |           | 17° 40′ S, 146° 10′ O | …      |
| Kent Island       |           | 17° 41′ S, 146° 11′ O | …      |

## Nationalpark
Zusammen mit den sieben Kilometer südlich gelegenen South Barnard Islands bilden die North Barnard Islands den Barnard Island Group National Park.